# امیر فرشاد ابراهیمی
امیر فرشاد ابراهیمی (زادهٔ ۲۳ مرداد ۱۳۵۴ در تهران) عضو سابق انصار حزب‌الله بود.

## تحصیلات
تحصیلات ابتدایی و راهنمایی را در مدرسهٔ نیروی هوایی ارتش، در مجتمع مسکونی نیروی هوایی ارتش جمهوری اسلامی ایران (قصر فیروزه) به واسطهٔ عضویت پدرش در نیروی هوایی ارتش، به پایان رساند و در میان سال‌های ۱۳۶۹ تا ۱۳۷۲ در دبیرستان البرز تهران، تحصیلات متوسطه را طی کرد. 
در سال ۱۳۷۲ وارد دانشگاه هنر شد و در رشته سینما با گرایش کارگردانی مشغول به تحصیل شد. در سال ۱۳۷۶ با ساخت فیلم کوتاهی با عنوان «هیچ‌کس سخن نمی‌گوید» لیسانس خود را از دانشکده سینما و تئاتر دانشگاه هنر، اخذ کرد. 
ابراهیمی پس از آن، در سال ۱۳۷۶ تحصیلات خود را در رشته حقوق در دانشگاه تهران ادامه می‌دهد و در نهایت در سال ۱۳۸۰ از دانشکده حقوق و علوم سیاسی دانشگاه تهران با مدرک کارشناسی ارشد فارغ‌التحصیل می‌شود. 
وی پس از خروج از کشور و گریختن به ترکیه در طول سال‌های ۱۳۸۲ تا ۱۳۸۴ فرصت می‌یابد تا در دانشگاه تخصصی خاورمیانه در آنکارا در رشته حقوق بشر، دکترای خود را اخذ کند و در ماه مه ۲۰۰۶ از رساله خود با عنوان «حقوق زنان در کشورهای توسعه نیافته» دفاع نماید.

## حضور در جنگایرانوعراقو عضویت درسپاه پاسداران انقلاب اسلامی
ابراهیمی در سن دوازده سالگی، به عنوان رزمنده بسیجی به جبهه‌های جنگ ایران و عراق رفت و در لشکر ۲۷ محمد رسول‌الله سپاه پاسداران در گردان کمیل مدت بیش از ده ماه را در خط مقدم بود. در خلال این ده ماه، سه بار مجروح شد که یک‌بار آن نیز، دچار جراحت شیمیایی ناشی از بمب‌های شیمیایی عراق شد.
پس از اخذ دیپلم در سال ۱۳۷۱، به عضویت سپاه پاسداران انقلاب اسلامی درآمد و پس از طی دوره آموزشی افسری در نیروی قدس سپاه پاسداران انقلاب اسلامی مشغول به خدمت شد. وی از جمله اولین گروه افسران نیروی قدس سپاه پاسداران بود که جهت آموزش به کشور کره شمالی اعزام شد و در آن کشور دوره مهندسی عملیات روانی را گذراند.. 
جنگ بوسنی اولین عملیات برون‌مرزی سپاه قدس بود. ابراهیمی برای شرکت در جنگ بوسنی اعزام شد. با پایان جنگ بوسنی نیروهای ایرانی ناچار شدند به سرعت بوسنی را ترک کنند. در خلال سال‌های ۱۳۷۶ تا ۱۳۷۷ او به عنوان رایزن مطبوعاتی در سفارت جمهوری اسلامی ایران در بیروت، مشغول فعالیت گردید.
در شهریور ۱۳۷۷ در تشییع جنازه عمومی و بزرگی که در تهران تشکیل شده بود، عطاء الله مهاجرانی وزیر وقت ارشاد (که به علت فعالیت روزنامه جامعه و روزنامه توس به شدت تحت فشار بود) و عبدالله نوری که به تازگی توسط مجلس پنجم استیضاح و عزل شده بود و معاونت توسعه سیاسی دولت سید محمد خاتمی را بر عهده داشت و هر دو در آن مراسم حضور داشتند، توسط امیرفرشاد ابراهیمی و کیانوش مظفری مورد ضرب و شتم شدید قرار گرفتند. 
اخبار این حادثه به سرعت در رسانه های جهان مخابره شد و واکنش تند دولت اصلاحات و وزارت اطلاعات را سبب شد. همان شب سیزده شهریور ماموران وزارت اطلاعات ابراهیمی را دستگیر کردند. در تیر ۱۳۷۹ در حالی که به اتهام نوار افشاگری‌اش که در ایران معروف به نوارسازان گردید، در زندان اوین به سر می‌برد، به اتهام ترک خدمت و اعتراض به فعالیت‌های سپاه و افشاگری علیه آن و فعالیت‌های ضد جمهوری اسلامی در دادگاه نظامی تهران محاکمه، و به سه ماه حبس و جزای نقدی و اخراج از سپاه پاسداران، محکوم شد.

## فعالیت سیاسی در داخل کشور
در سال ۱۳۷۲ که انصار حزب‌الله راه‌اندازی شد، او عضو شورای مؤسس و دبیر سیاسی آن گروه شده و هم‌چنان از اعضای تحریریه ارگان این گروه تندروی ایران، به نام «یالثارات الحسین» بود.
امیر فرشاد ابراهیمی، بارها به عنوان مدعی‌العموم یا نماینده ریاست دادگستری استان تهران علی رازینی با حضور در دادگاه مطبوعات نسبت به مطبوعات اصلاح‌طلب یا منتقد جمهوری اسلامی اعلام جرم کرده و در محاکمه آن‌ها دخیل بوده است. در ۱۳ شهریور ماه سال ۱۳۷۷ وقتی که عبدالله نوری و سید عطاءالله مهاجرانی دو عضو هیئت دولت، مورد حمله نیروهای انصار حزب‌الله در نماز جمعه تهران قرار گرفته و تعدادی از اعضای این گروه از سوی دستگاه قضایی و نیروهای امنیتی بازداشت شدند، ابراهیمی با ارسال نامه‌ای به ریاست قوه قضائیه به عنوان دبیر سیاسی انصار حزب‌الله کلیه جرائم آن‌ها را به عهده گرفته و با حضور در دادگاه از مورد حمله قرار گرفتن این دو عضو هیئت دولت از سوی انصار حزب‌الله، دفاع کرد.
امیر فرشاد ابراهیمی در تیر ماه سال ۱۳۷۸ که نیروهای شبه نظامی حزب‌الله به خوابگاه دانشجویان دانشگاه تهران در حادثه کوی دانشگاه حمله کردند در حالیکه خود نیز از جمله دانشجویان دانشگاه تهران بوده و در آن زمان، یکی از اعضای اصلی انصار حزب‌الله محسوب می‌شده، در اعتراض به این حمله، با ارسال نامه‌ای به مطبوعات و خبرگزاری‌های کشور، از عضویت در انصار حزب‌الله و دیگر مناصب سیاسی‌اش استعفاء داده و با حضور در میان دانشجویان مجروح و آسیب دیده، به افشاگری پیرامون انصار حزب‌الله و وابستگی‌هایشان به جناح‌های سیاسی و ارکان حکومت جمهوری اسلامی پرداخت.
از سال ۱۳۷۷ اعتراضاتی از او در نشریات حزب‌الله نسبت به عملکرد برخی از حرکات انصار حزب‌الله دیده شده بود، به عنوان مثال در بعد از حمله گروهی از نیروهای انصار حزب‌الله به سینما قدس تهران و سینمایی در اصفهان به تماشاگران فیلم تحفه هند و آدم‌برفی، وی با اعلام به خبرگزاری ایرنا به عنوان دبیر سیاسی انصار حزب‌الله قبول مسئولیت کرد و از مضروبان، تقاضای عفو و پوزش کرده است. او پس از افشاگری و استعفایش در ایام فاجعه کوی دانشگاه، مورد غضب حکومت جمهوری اسلامی قرار گرفت و بازداشت شد. در سیمای جمهوری اسلامی ایران و در بیانیهٔ معروف شورای عالی امنیت کشور به عنوان یکی از عوامل آشوب‌ها معرفی شد. او، پس از هشت ماه بازداشت ‌ تحمل شکنجه و آسیب‌های جدی، نهایتاً با پیگیری‌های ریاست جمهوری وقت سید محمد خاتمی به صورت موقت، آزاد شد.
پس از آزادی وی شیرین عبادی و محسن رهامی، وکلای دانشجویان آسیب دیده کوی دانشگاه، وکالت وی را نیز پذیرفتند. این دو وکیل در خلال رسیدگی به شکایت وی از اظهارات وی نواری ویدئویی تهیه نمودند که بعدها همان نوار، مقدمات بازداشت دوباره وی را فراهم کرد و سرآغاز پرونده‌ای گردید که با نام «نوارسازان» مشهور شد. این پرونده، یکی از معروف‌ترین پرونده‌های سیاسی و قضایی دوران اصلاحات گردید. ابراهیمی در این نوار، به گذشته‌های خود و ارتباط انصار حزب‌الله با روحانیون صاحب مقام و سران جمعیت موتلفه اسلامی اعتراف کرد. وی به همین علت به مدت دو سال زندانی شد و ۱۸ ماه آن را در انفرادی گذراند. همچنین، دو وکیل دعاوی که اعترافات او را ضبط کرده بودند نیز به سلول‌های انفرادی زندان افتادند. 
در اعترافات وی آشکار گردید که به علت روابط ویژه گروه‌های فشار با مراکز قدرت، آن‌ها از هر گونه تعقیب قضائی و مجازاتی مصون هستند و از امکاناتی برخوردارند که به اشاره مقامات بالاتر از سوی نهادهای حکومتی در اختیارشان قرار می‌گیرد. بعدها هیئت تحقیق و تفحص مجلس ششم، وی را یکی از افرادی شمرد که طولانی‌ترین دوران انفرادی را تحمل نموده و مورد شکنجه‌های روحی و جسمی بسیاری واقع شده‌اند. محمد علی ابطحی از اعضای دفتر سید محمد خاتمی، رئیس‌جمهور پیشین ایران، از امیر فرشاد ابراهیمی به عنوان یکی از چهره‌های سرشناس جناح راست دیروز و اصولگرای امروز نام برده است.
نادر طالب زاده در رابطه با ادعاهای ابراهیمی دربارهٔ فعالیت‌های -به زعم ابراهیمی- قهرمانانه طالب‌زاده در بوسنی وی را فردی اغراق‌کننده می‌نامد.

## خروج از کشور
او پس از آزادی از زندان و ادامه فعالیت‌های روزنامه‌نگاری و افشاگرانه‌اش، بارها مورد سوء قصد و ربایش و بازداشت‌های کوتاه‌مدت قرار گرفت پس از این تهدیدات بود که وی مدتی را در یک مخفیگاه در تبریز به سر برده و نهایتاً در ۹ ژوئیه ۲۰۰۳ به صورت غیرقانونی و مخفیانه از ایران فرار کرده و به ترکیه پناه برد سپس، به آلمان و آمریکا رفت. امیر فرشاد ابراهیمی که در طی سال‌های فعالیتش در سپاه پاسداران انقلاب اسلامی و همچنین سفارت جمهوری اسلامی ایران در بیروت با علیرضا عسگری، دوست و همکار بوده‌، در خروج علیرضا عسگری از ترکیه به وی کمک کرده‌است. 
علیرضا عسگری در ۷ فوریه ۲۰۰۷ در استانبول ترکیه پس از پرواز از دمشق سوریه ناپدید شد. ایران چندین عضو وزارت دفاع جمهوری اسلامی ایران را برای بررسی موضوع به ترکیه فرستاد. همچنین، از اینترپل خواسته شد که به موضوع، رسیدگی کند.
روزنامه ایران، اعلام کرد که عسگری توسط موساد و سیا دزدیده شده و تحت شکنجه آن‌ها قرار دارد. این گزارش توسط مقامات رسمی نظامی رد شد و آن‌ها اعلام کردند که از وضعیت کنونی عسگری، اطلاعی ندارند.
با پیگیری‌های دولت ایران و محرز شدن نقش امیر فرشاد ابراهیمی در فرار عسگری، سازمان اطلاعات و امنیت ترکیه، در فروردین ۱۳۸۷، ابراهیمی را که برای دیدار با خانواده‌اش وارد ترکیه شده بود بازداشت کرد تا به دولت ایران تحویل دهد، اما با واکنش سریع وزارت امورخارجه دولت آمریکا و هشدار به ترکیه و اعزام فوری یک دیپلمات از واشینگتن به آنکارا، نهایتاً وی آزاد شد و به آمریکا بازگشت.

## همکاری با کمپانی گوگل
کمپانی گوگل، با همکاری شورای روابط خارجی آمریکا (CFR) از سال۲۰۱۱ پروژه ای را «علیه افراط گرایی خشونت آمیز» با همکاری بیش از ۹۰ عضو سابق گروه‌های افراطی و خشونت‌طلب، آغاز کرده‌است که با خروجشان از آن گروه‌ها و دسته‌جات، تحولی در جامعه یا روابط اجتماعی و سیاسی موجود در آن گروه‌ها به وجود آورده‌اند، امیر فرشاد ابراهیمی نیز یکی از اعضای این پروژه است، این کمیته از ژوئن ۲۰۱۱ کار خود را با نشستی در دوبلین، آغاز کرده است.